# Ordine di battaglia dell'esercito prussiano nella battaglia di Waterloo
ARMATA DEL BASSO RENO

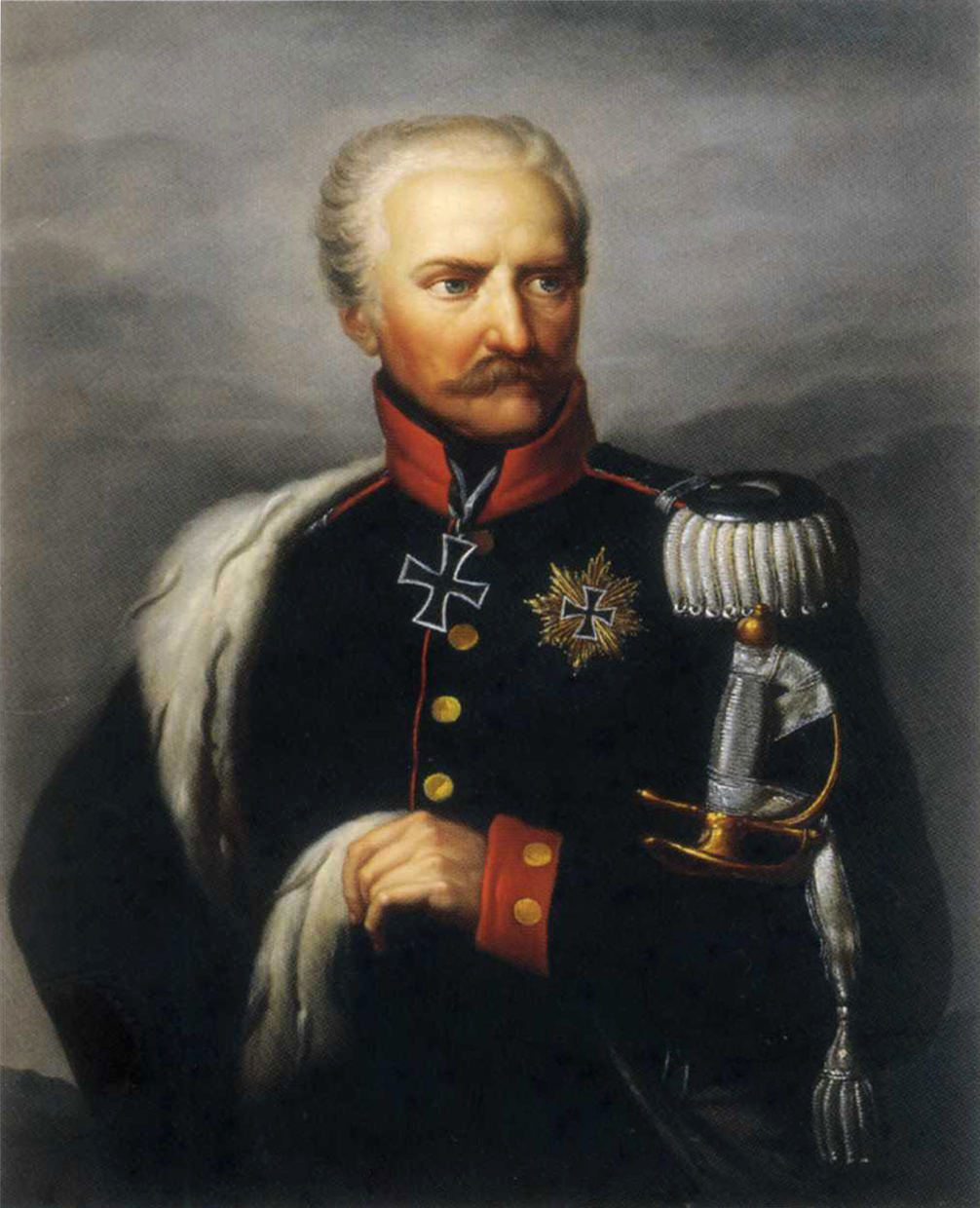
feldmaresciallo Gebhard Leberecht von Blücher.

Comandante in capo: feldmaresciallo Gebhard Leberecht von Blücher
Capo di stato maggiore: generale August Neidhardt von Gneisenau
I Corpo d'armata (presero parte alla battaglia solo la Brigata Steinmetz e la cavalleria del generale Röder)

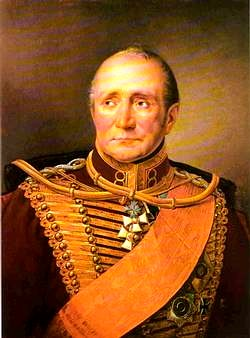
Generale Hans Ernst Karl von Zieten

Comandante: generale Hans Ernst Karl von Zieten
- Brigata Steinmetz
  - 12º Reggimento fanteria
  - 24º Reggimento fanteria
  - 1º Reggimento Landwehr Westfalia
- Brigata Pirch II
  - 6º Reggimento fanteria
  - 28º Reggimento fanteria
  - 2º Reggimento Landwehr Westfalia
- Brigata Jagow
  - 7º Reggimento fanteria
  - 29º Reggimento fanteria
  - 3º Reggimento Landwehr Westfalia
- Brigata Henckel von Donnersmarck
  - 19º Reggimento fanteria
  - 4º Reggimento Landwehr Westfalia
- I Corpo di cavalleria  (generale Röder)
  - Brigata Trescow
    - 2º Reggimento Dragoni
    - 5º Reggimento Dragoni
    - Ulani del Brandeburgo

  - Brigata Lützow
    - 6º Reggimento Ulani
    - 1º Reggimento cavalleria Landwehr Kurmarck
    - 1º Reggimento Ussari della Slesia
    - 1º Reggimento cavalleria Landwehr Westfalia
- I Corpo d'artiglieria (generale Lehmann)
  - dodici batterie

II Corpo d'armata (presero parte alla battaglia solo la Brigata Tippelskirch, la Brigata Kraft e la cavalleria del generale Jürgass)

Comandante: generale Georg Dubislav Ludwig von Pirch
- Brigata Tippelskirch
  - 2º Reggimento fanteria
  - 25º Reggimento fanteria
  - 5º Reggimento Landwehr Westfalia
- Brigata Kraft
  - 9º Reggimento fanteria
  - 26º Reggimento fanteria
  - 1º Reggimento Landwehr Elba
- Brigata Brause
  - 14º Reggimento fanteria
  - 22º Reggimento fanteria
  - 2º Reggimento Landwehr Elba
- Brigata Bose
  - 21º Reggimento fanteria
  - 23º Reggimento fanteria
  - 3º Reggimento Landwehr Elba
- II Corpo di cavalleria  (generale Jürgass)
  - Brigata Thümen
    - 6º Reggimento Dragoni
    - 11º Reggimento Ussari
    - Ulani della Slesia

  - Brigata Schulenburg
    - 1º Reggimento Dragoni
    - 4º Reggimento cavalleria Landwehr Kurmarck

  - Brigata Sohr
    - 3º Reggimento Ussari
    - 5º Reggimento Ussari
    - 5º Reggimento cavalleria Landwehr Kurmarck
    - 1º Reggimento cavalleria Landwehr Elba
- II Corpo d'artiglieria (generale Röhl)
  - dieci batterie

IV Corpo d'armata

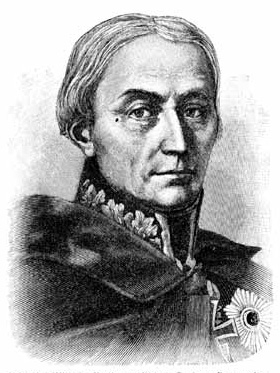
Generale Friedrich Wilhelm von Bülow

Comandante: generale Friedrich Wilhelm von Bülow
- Brigata Hacke
  - 10º Reggimento fanteria
  - 2º Reggimento Landwehr Neumark
  - 3º Reggimento Landwehr Neumark
- Brigata Ryssel
  - 11º Reggimento fanteria
  - 1º Reggimento Landwehr Pomerania
  - 2º Reggimento Landwehr Pomerania
- Brigata Losthin
  - 18º Reggimento fanteria
  - 3º Reggimento Landwehr Slesia
  - 4º Reggimento Landwehr Slesia
- Brigata Hiller
  - 15º Reggimento fanteria
  - 1º Reggimento Landwehr Slesia
  - 2º Reggimento Landwehr Slesia
- IV Corpo di cavalleria  (principe Guglielmo di Prussia)
  - Brigata Sydow
    - 1º Reggimento Ulani
    - 2º Reggimento Ussari
    - 8º Reggimento Ussari

  - Brigata Schwerin
    - 10º Reggimento Ussari
    - 1º Reggimento cavalleria Landwehr Neumark
    - 2º Reggimento cavalleria Landwehr Neumark
    - 1º Reggimento cavalleria Landwehr Pomerania
    - 2º Reggimento cavalleria Landwehr Pomerania

  - Brigata Watzdorf
    - 1º Reggimento cavalleria Landwehr Slesia
    - 2º Reggimento cavalleria Landwehr Slesia
    - 3º Reggimento cavalleria Landwehr Slesia
    - 1º Reggimento cavalleria Landwehr Elba
- IV Corpo d'artiglieria (generale Bardeleben)
  - undici batterie